# Saul Newman

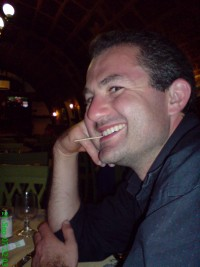
Saul Newman 2009

Saul Abraham Newman (* 22. März 1972) ist ein britischer Politikwissenschaftler, der besonders durch seine Arbeiten zur Aktualisierung der anarchistischen Theorie hervorgetreten ist.
Newman prägte den Begriff Postanarchismus für eine noch auszuarbeitende politische Theorie, welche die aus dem 19. Jahrhundert stammenden, hauptsächlich auf Michail Bakunin, Pierre-Joseph Proudhon und/oder Pjotr Kropotkin zurückzuführenden anarchistischen Theorien kritisch rezipiert und mittels im 20. Jahrhundert entwickelter kulturphilosophischer Konzepte auf einen Stand bringt, der hier und heute anarchistische Praxis zu begründen vermag. Der Titel seines ersten Buches From Bakunin to Lacan (2001) signalisiert, welche Richtung moderner Theorie er zur Modernisierung des Anarchismus für geeignet hält: allgemein die des französischen Poststrukturalismus.
In diesem Buch verwies Newman auf die noch unerforschte Rolle, die Max Stirners Buch Der Einzige und sein Eigentum (1845) in der postanarchistischen Theoriebildung spielen könne. Es werde zwar oft zu den anarchistischen Grundtexten gerechnet, wurde aber von den Anarchisten selbst nur sehr bedingt akzeptiert, wenn nicht eindeutig abgelehnt. Auch keiner der Poststrukturalisten zählt Stirner zu seinen geistigen Ahnherren. Deshalb schrieb Newman in den folgenden Jahren eine Reihe von Artikeln, in denen er die seiner Auffassung nach bisher verkannte Bedeutung Stirners für beide Denkrichtungen darlegte. Er sieht in Stirner eine Schlüsselfigur für die Entwicklung einer postanarchistischen Theorie, die – nach den historischen Kapitulationen der früheren kritischen Gesellschaftstheorien – in der Lage sein soll, die gegenwärtige westliche Gesellschaft einer radikalen Kritik zu unterwerfen.
Newman nennt Stirner einen Proto-Poststrukturalisten, der zum einen die modernen Poststrukturalisten wie Michel Foucault, Jacques Lacan, Gilles Deleuze und andere grundsätzlich antizipiert habe; der sie aber zum anderen bereits vor eineinhalb Jahrhunderten sogar prinzipiell transzendiert habe. Stirner habe, was keinem der Poststrukturalisten gelungen sei, die Grundlage für eine „nicht-essentialistische“ – die allein noch denkmögliche – Ideologiekritik der gegenwärtigen liberalen kapitalistischen Gesellschaft gelegt.
Newmans sichtlich sehr ambitionierte Theorie liegt noch nicht in abgeschlossener Form vor.

## Schriften
Artikel (Auswahl)
- Spectres of Stirner: a Contemporary Critique of Ideology. In: Journal of Political Ideologies, 6,3(2001), S. 309–330
- Max Stirner and the Politics of Post-Humanism. In: Contemporary Political Theory, 1,2(2002), S. 221–238
- Stirner and Foucault. Towards a Post-Kantian Freedom. In: Postmodern Culture, 13,2(2003), s.p. (e-journal)
- Empiricism, Pluralism, and Politics in Deleuze and Stirner. In: Idealistic Studies, 33,1(2003), S. 9–24
- Voluntary Servitude Reconsidered: Radical Politics and the Problem of Self-Domination. In: Anarchist Developments in Cultural Studies (ADSC), Nr. 1, 2010, S. 31–49
- Max Stirner's Political Ethic of Voluntary Incertitude: In: Die Selbstermächtigung der Einzigen. Texte zur Aktualität Max Stirners. (Werner Moskopp, Wolf-Andreas  Liebert.Hrsg). Mit Beiträgen von Saul Newman, Maurice Schumann, Wolfgang Eßbach, Bern A. Laska, Jean-Claude Wolf.  LIT, Münster (2014), S. 31–67

Bücher
- From Bakunin to Lacan. Anti-authoritarianism and the dislocation of power. Lexington Books, Lanham MD 2001, ISBN 0-7391-0240-0
- Power and Politics in Poststructuralist Thought. New theories of the political. Routledge, London 2005, ISBN 0-415-36456-6
- Unstable Universalities: Postmodernity and Radical Politics. Manchester University Press, 2007, Manchester ISBN 978-0-7190-7128-7
- (ed.): Max Stirner. Houndmills, Basingstoke/Hampshire UK / Palgrave Macmillan, New York 2011, ISBN 978-0-230-28335-0

| Personendaten    | Personendaten                        |
| ---------------- | ------------------------------------ |
| NAME             | Newman, Saul                         |
| ALTERNATIVNAMEN  | Newman, Saul Abraham                 |
| KURZBESCHREIBUNG | australischer Politikwissenschaftler |
| GEBURTSDATUM     | 22. März 1972                        |